# Ventura García Sancho Ibarrondo

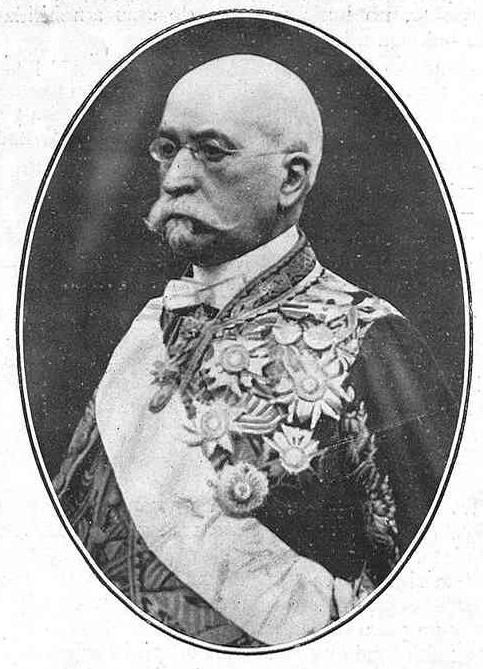
Ventura García Sancho Ibarrondo

Ventura García Sancho Ibarrondo, Marqués de Aguilar de Campóo, Conde de Consuegra (* 20. April 1837 in Guadalajara, Mexiko; † 22. Februar 1914 in Madrid) war ein spanischer Politiker, der unter anderem 1900 bis 1901 Außenminister Spaniens war.

## Leben
García Sancho war ursprünglich Mitglied der Liberalen Union (Unión Liberal) und wurde 1863 Mitglied der Ständeversammlung (Cortes), in der er bis 1864 Cartegena vertrat. 1874 trat er der aus der Union Liberal hervorgegangenen Konservativen Partei (Partido Conservador) bei. 1876 wurde er wieder zum Mitglied der Cortes gewählt und vertrat nunmehr bis 1878 Castrojeriz. 1881 wurde er schließlich für Madrid zum Mitglied der Cortes gewählt und gehörte dieser nunmehr bis 1883 an. 1886 wurde er Mitglied des Senats (Senats), in dem er erst die Provinz Madrid vertrat und dann 1891 Senator auf Lebenszeit (Senador vitalicio) wurde. 1899 löste er Álvaro Figueroa Torres als Bürgermeister (Alcalde) von Madrid ab und übte dieses Amt bis zu seiner Ablösung durch Manuel Allendesalazar Muñoz de Salazar 1900 aus.
In der Regierung von Ministerpräsident Marcelo Azcárraga Palmero war García Sancho vom 18. April 1900 bis zum 6. März 1901 Außenminister Spaniens (Ministro de Estado). 1904 wurde García Sancho Mitglied des Senats aufgrund eigenen Rechts (Senador por derecho propio) und gehörte diesem bis zu seinem Tode an. Er war zwischen dem 16. Dezember 1904 und dem 27. Januar 1905 in der dritten Regierung von Ministerpräsident Marcelo Azcárraga Palmero Minister für Landwirtschaft, Industrie, Handel und öffentliche Arbeiten (Ministro de Agricultura, Industria, Comercio y Obras Públicas).
Er war mit María del Pilar de Zabala y Guzmán, 20. Marquesa de Aguilar de Campoo, verheiratet.